# Crateri di Miranda
Segue una lista dei crateri d'impatto presenti sulla superficie di Miranda. La nomenclatura di Miranda è regolata dall'Unione Astronomica Internazionale; la lista contiene solo formazioni esogeologiche ufficialmente riconosciute da tale istituzione.
I crateri di Miranda portano i nomi di personaggi e luoghi delle opere di William Shakespeare.

## Prospetto
| Cratere   | Eponimo                                                                      | Latitudine | Longitudine | Diametro |
| --------- | ---------------------------------------------------------------------------- | ---------- | ----------- | -------- |
| Alonso    | Alonso - Re di Napoli ne La tempesta.                                        | 44° S      | 352,6° E    | 25 km    |
| Ferdinand | Ferdinando - Figlio del Re di Napoli ne La tempesta. Si innamora di Miranda. | 34,8° S    | 202,1° E    | 17 km    |
| Francisco | Francesco - Un nobile di Napoli ne La tempesta.                              | 73,2° S    | 236° E      | 14 km    |
| Gonzalo   | Gonzalo - Anziano consigliere del Re di Napoli ne La tempesta.               | 11,4° S    | 77° E       | 11 km    |
| Prospero  | Prospero - Duca di Milano ne La tempesta.                                    | 32,9° S    | 329,9° E    | 21 km    |
| Stephano  | Stefano - Cantiniere ubriaco ne La tempesta.                                 | 41,1° S    | 234,1° E    | 16 km    |
| Trinculo  | Trinculo - Buffone ne La tempesta.                                           | 63,7° S    | 163,4° E    | 11 km    |